# Ківано
Ківа́но, або Рогата диня, чи Огірок африканський (лат. Cucumis metulifer) — трав'яниста ліана родини гарбузових, вид роду огірок.
Довжина рослини сягає трьох метрів. Походить з Африки. Вирощується заради їстівних плодів, подібних на невелику овальну диню з шипами.
Широко культивується у Каліфорнії, Центральній Америці, Новій Зеландії, Ізраїлі. Від'ємних температур рослина не переносить.

## Морфологія
Стеблодовге, повзуче.
Квіткажовто-помаранчева, трохи менша, ніж у огірка. Квіти дводомні, але на одній рослині зустрічаються чоловічі та жіночі квіти.
Плідківано жовтого, помаранчевого або червоного кольору із неїстівною жорсткою шкіркою, покритою м'якими шипами. Має зелену подібну на желе м'якоть з блідо-зеленим насінням. Довжина плоду — до 15 см. Насіння біле, численне, довжиною до 1 см.

## Застосування
За смаком плід схожий на огірок та банан. Може вживатися як в солодкому так і солоному вигляді. У солоних салатах використовується з сіллю, перцем та лимонним соком. Також використовується у фруктових і молочних коктейлях та фруктових напоях. Містить мало калорій, тому часто використовується в дієтичному харчуванні і в дієтах для зниження ваги.

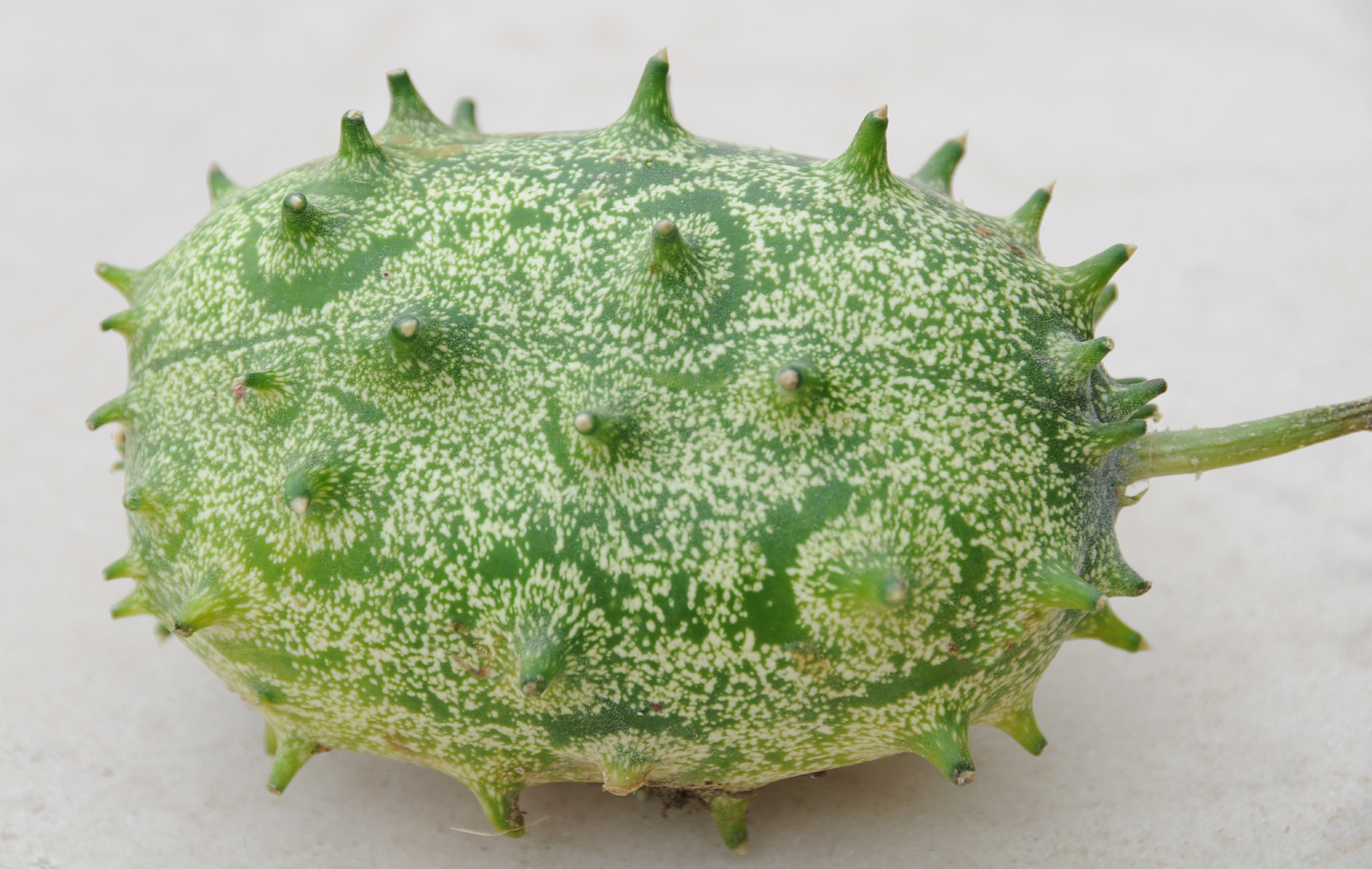
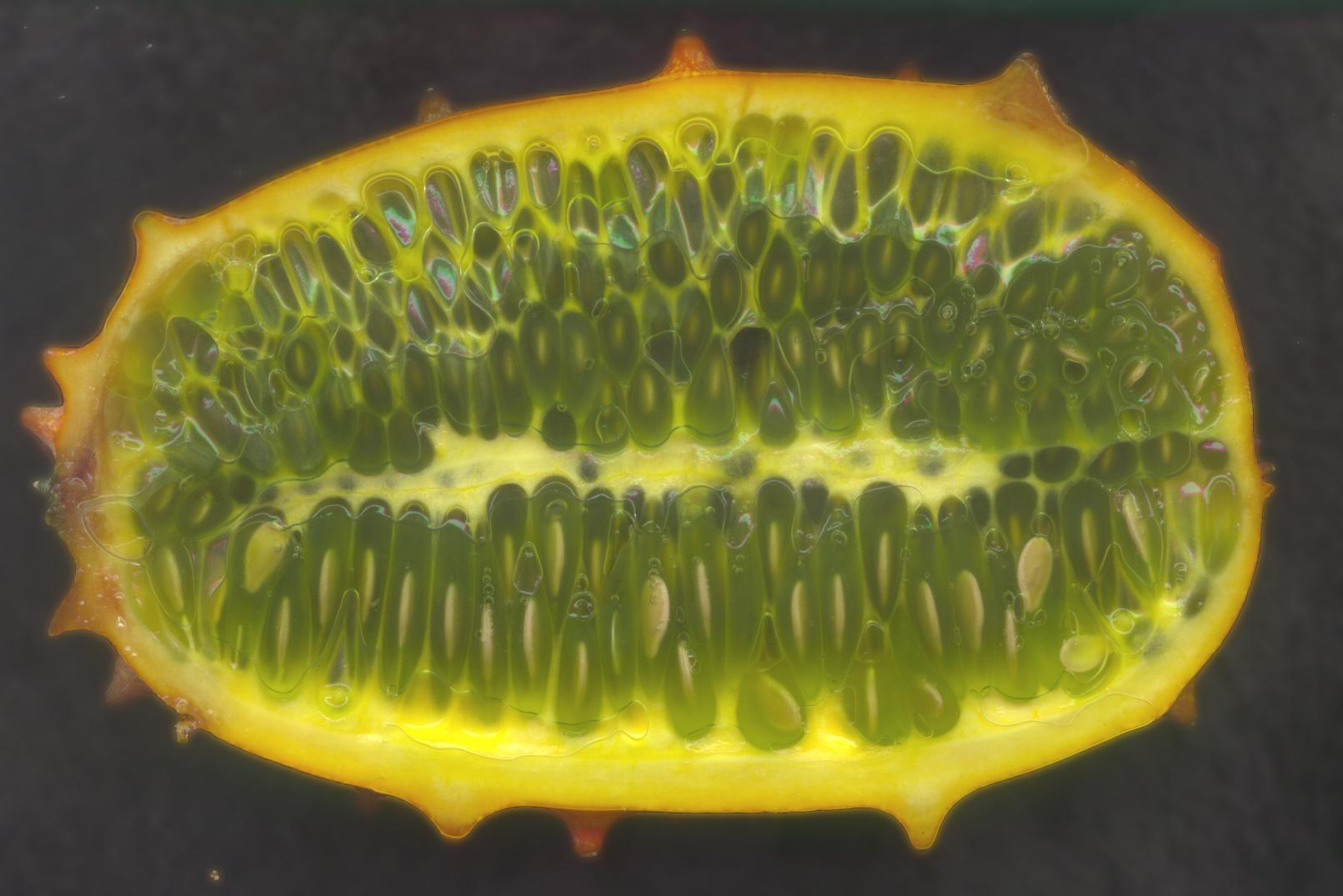
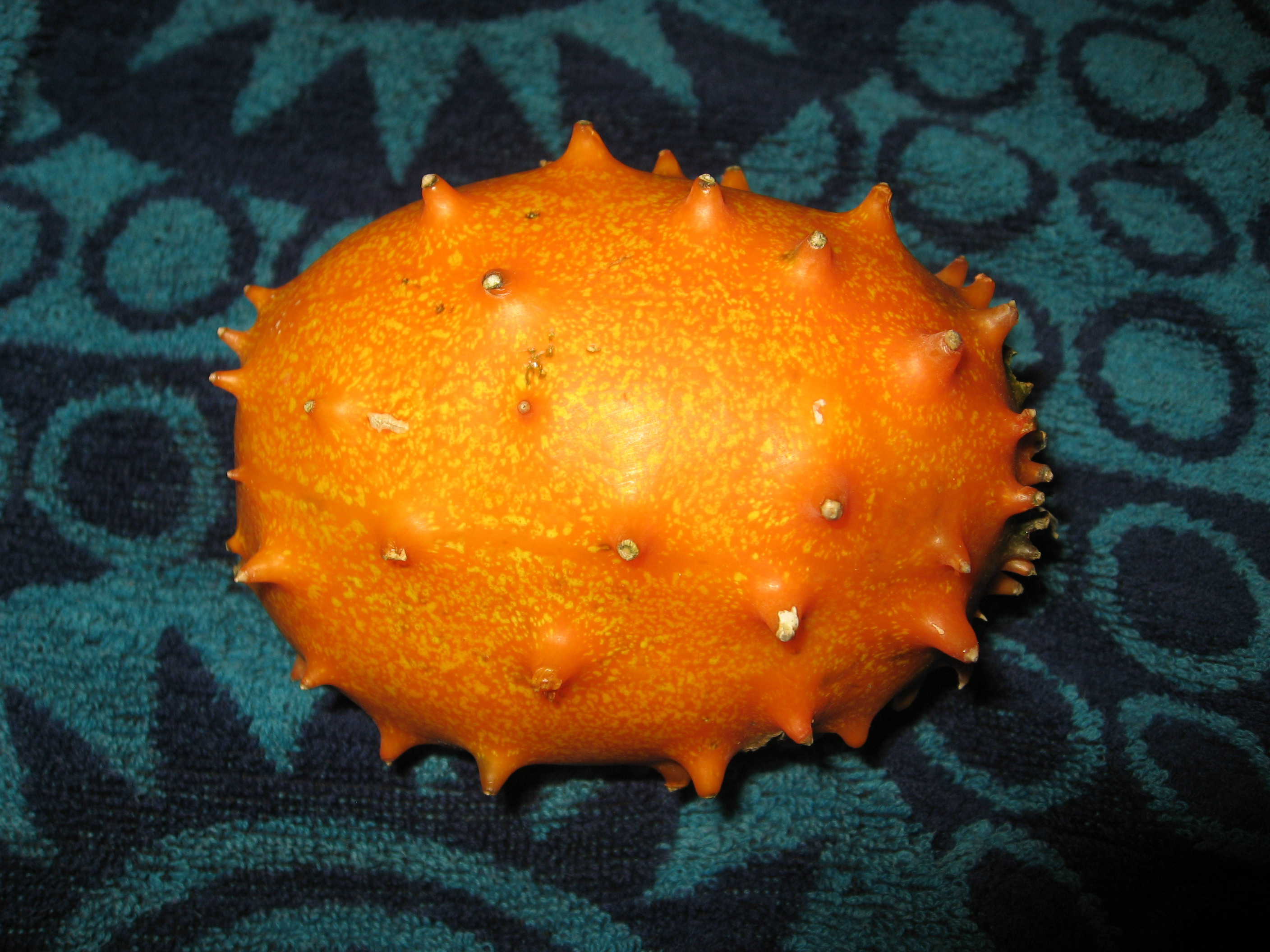
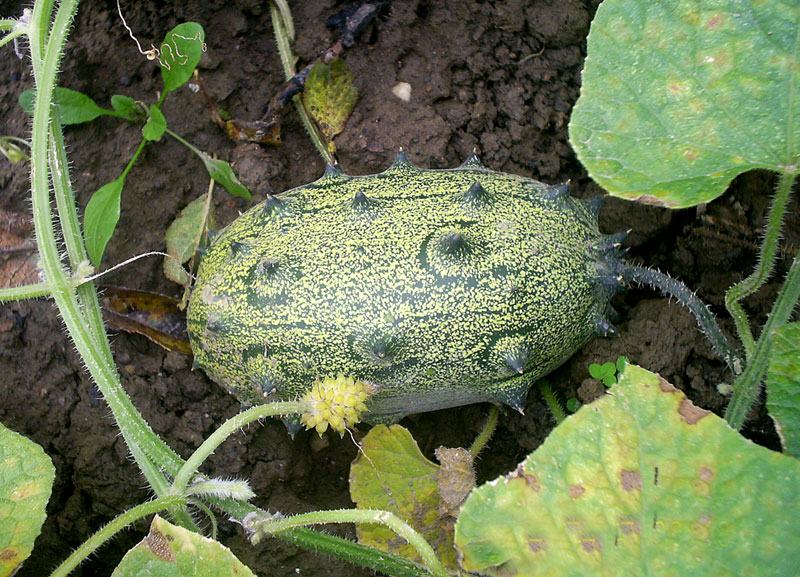
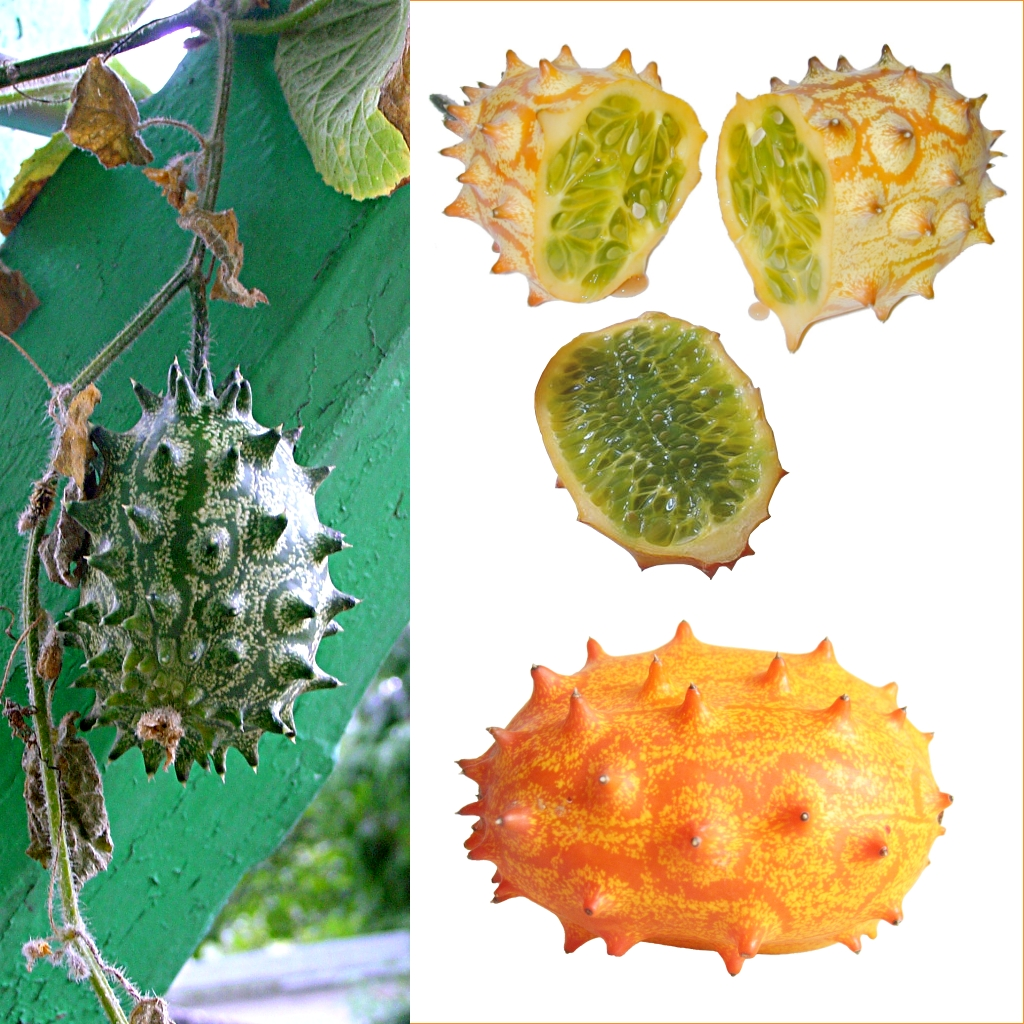